# Teatro griego de Dodona

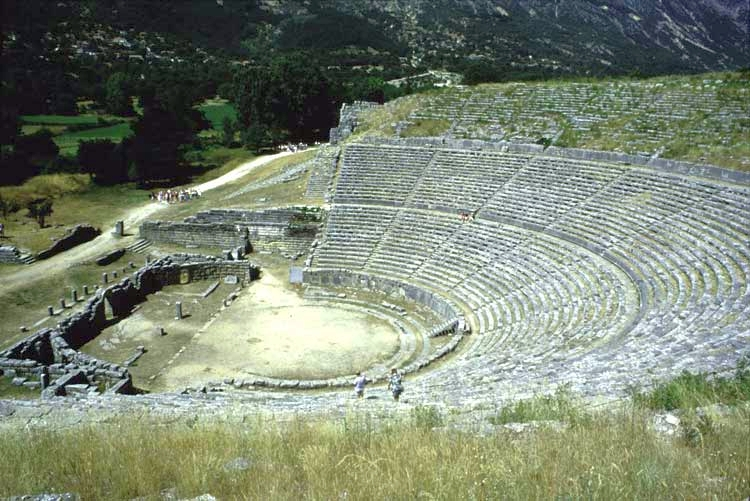
Teatro de Dodona.

Ubicación del teatro dentro del complejo de edificios del Santuario de Dodona.

El teatro griego de Dodona es un teatro clásico construido en la Antigua Grecia durante el reinado de Pirro (318 a. C.-272 a. C.) 

## Ubicación
El teatro está situado dentro del Santuario de Dodona, que se encuentra en la región de Epiro, al pie del monte Tomaros, en los montes Pindo, cerca de la actual frontera de Grecia y Albania, en una zona montañosa que dominaron y controlaron los molosos en el siglo V a. C.

## Historia
El rey Pirro de Epiro lo construyó en el siglo III a. C., como una extensión del santuario de Dodona. Fue destruido por los etolios en el año 219 a. C. pero posteriormente se reconstruyó hasta que, en el año 167 a. C., fue nuevamente destruido por tropas del Imperio romano.
En el año 148 a. C., el teatro fue reformado y reutilizado para espectáculos de fieras y lucha durante el reinado del emperador Augusto, situación que perduró hasta el siglo IV. Entre 1875 y 1878 fue excavado por primera vez por arqueólogos griegos, y en el siglo XX, tras nuevas excavaciones, se restauraron algunas partes para recuperar sus funciones y aspecto de teatro clásico.

## Arquitectura
- Forma: semicircular
- Capacidad: 18.000 personas sentadas.
- Disponía de paredes de arrimo y torres.
- Zona de orquesta de 18 metros de diámetro con el altar dedicado a Dioniso.
- Escenario con dos niveles, con una fachada que medía 31,2 x 9,1 m.